# しらさぎステークス
しらさぎステークスは日本中央競馬会（JRA）が2025年より阪神競馬場の芝1600mで施行する中央競馬の重賞競走（GIII）である。
競走名の「しらさぎ」は、兵庫県姫路市にある姫路城の別名である「白鷺城」に由来する。
本項では2024年までオープン特別競走（2019年から2024年までリステッド競走）として施行された、当競走の前身である米子ステークス（よなごステークス）についても記載する。

## 概要
2025年に夏季競馬における古馬マイル路線の充実を図る目的で創設された重賞競走であり、全4戦で実施されるサマーマイルシリーズの第1戦に当たる。
日本グレード格付け管理委員会が定める基準を満たしていたため、初年度からGIIIに格付けされた。
創設時から地方競馬所属馬・外国馬がともに出走可能となっている。
JRA重賞競走における平仮名の競走名は当競走ときさらぎ賞及びみやこステークスの3つである。

### 競走条件
以下の内容は、2025年現在のもの。
出走資格：サラ系3歳以上
- JRA所属馬
- 地方競馬所属馬（2頭まで）
- 外国調教馬（優先出走）

負担重量：別定
- 3歳53kg、4歳以上57kg、牝馬2kg減
  - 2024年6月15日以降GI競走（牝馬限定競走を除く）1着馬3kg増、牝馬限定GI競走またはGII競走（牝馬限定競走を除く）1着馬2kg増、牝馬限定GII競走（牝馬限定競走を除く）またはGIII競走（牝馬限定競走を除く）1着馬1kg増（2歳時の成績を除く）
  - 2024年6月14日以前GI競走（牝馬限定競走を除く）1着馬2kg増、牝馬限定GI競走またはGII競走（牝馬限定競走を除く）1着馬1kg増（2歳時の成績を除く）

### 賞金
2025年の1着賞金は4100万円で、以下2着1600万円、3着1000万円、4着620万円、5着410万円。

## 歴史
- 2000年 - 「米子ステークス」創設。ウインズ米子開設記念の副題がつき、宝塚記念の前日に施行。
- 2001年 - 馬齢表示の国際基準への変更に伴い、出走条件が「4歳以上」から「3歳以上」に変更。
- 2006年 - 阪神競馬場の改修工事により京都競馬場で施行。
- 2007年 - 混合競走から国際競走に変更。
- 2011年 - 中京競馬場の改修工事による大幅な日程変更のため京都競馬場で施行。
- 2013年 - 負担重量をハンデキャップから別定に変更。
- 2018年 - 「大山開山1300年祭開催記念」の副称を付けて施行[1][2]。
- 2019年 - リステッド競走に指定される[3]。
- 2020年
  - サマーマイルシリーズの第1戦に組み込まれる[4]。
  - ｢ウインズ米子開設20周年記念」の副称を付けて施行[4]。
  - COVID-19の流行により客を入れずに「無観客競馬」及び中央競馬所属馬のみで施行。
- 2024年 ｰ 阪神競馬場リフレッシュ工事に伴う開催日割の変更のため京都競馬場で施行[5]。
- 2025年 - 名称を「しらさぎステークス」に変更し「新設重賞」として重賞に格付けされた。併せて米子ステークスとして実施時のレースレーティングを基にして、日本グレード格付管理委員会へGIIIとしての格付けを申請し[6]、同年1月22日付でGIIIへの格付けが承認された[7]。また、「米子」の名称は芝1200mで同年新設の米子城ステークス（よなごじょうステークス）に引き継ぐ。

## 歴代優勝馬
コース種別を表記していない距離は、芝コースを表す。
| 回数  | 施行日        | 競馬場 | 距離  | 優勝馬       | 性齢 | 勝時計 | 優勝騎手 | 管理調教師 | 馬主     |
| ----- | ------------- | ------ | ----- | ------------ | ---- | ------ | -------- | ---------- | -------- |
| 第1回 | 2025年6月22日 | 阪神   | 1600m | キープカルム | 牡4  | 1:33.0 | 坂井瑠星 | 中竹和也   | 前田晋二 |

### 2024年までの優勝馬（米子ステークス）
コース種別を表記していない距離は、芝コースを表す。
優勝馬の馬齢は、2000年以前も現行表記に揃えている。
| 施行日        | 競馬場 | 距離  | 条件       | 優勝馬             | 性齢 | 勝時計 | 優勝騎手   | 管理調教師 | 馬主                             |
| ------------- | ------ | ----- | ---------- | ------------------ | ---- | ------ | ---------- | ---------- | -------------------------------- |
| 2000年6月24日 | 阪神   | 1600m | オープン   | チェックメイト     | 牡5  | 1:34.0 | 武豊       | 山内研二   | 深見富朗                         |
| 2001年6月23日 | 阪神   | 1600m | オープン   | エイシンプレストン | 牡4  | 1:34.8 | 福永祐一   | 北橋修二   | 平井豊光                         |
| 2002年6月22日 | 阪神   | 1600m | オープン   | トッププロテクター | 牡5  | 1:35.4 | 池添謙一   | 岩元市三   | (有) 宮内牧場                    |
| 2003年7月6日  | 阪神   | 1600m | オープン   | キタサンチャンネル | 牡5  | 1:35.1 | 武幸四郎   | 橋口弘次郎 | (有) 大野商事                    |
| 2004年7月4日  | 阪神   | 1600m | オープン   | チャペルコンサート | 牝5  | 1:34.3 | 渡辺薫彦   | 池江泰郎   | (有) サンデーレーシング          |
| 2005年7月3日  | 阪神   | 1600m | オープン   | アドマイヤホープ   | 牡4  | 1:36.5 | 芹沢純一   | 橋田満     | 近藤利一                         |
| 2006年7月2日  | 京都   | 1600m | オープン   | ワディラム         | 牝5  | 1:34.6 | 高田潤     | 松田博資   | （有）社台レースホース           |
| 2007年7月1日  | 阪神   | 1600m | オープン   | トウショウカレッジ | 牡5  | 1:32.7 | 太宰啓介   | 池添兼雄   | トウショウ産業 (株)              |
| 2008年7月6日  | 阪神   | 1600m | オープン   | フサイチアウステル | 牡6  | 1:33.0 | 赤木高太郎 | 池江泰寿   | 関口房朗                         |
| 2009年7月5日  | 阪神   | 1600m | オープン   | クラウンプリンセス | 牝5  | 1:32.6 | 太宰啓介   | 橋口弘次郎 | 臼田浩義                         |
| 2010年7月4日  | 阪神   | 1600m | オープン   | タマモナイスプレイ | 牡5  | 1:33.8 | 渡辺薫彦   | 南井克巳   | 小林祥晃                         |
| 2011年7月3日  | 京都   | 1600m | オープン   | リディル           | 牡4  | 1:33.3 | 小牧太     | 橋口弘次郎 | 前田幸治                         |
| 2012年6月23日 | 阪神   | 1600m | オープン   | フラガラッハ       | 牡5  | 1:34.1 | 高倉稜     | 松永幹夫   | (有)キャロットファーム           |
| 2013年6月16日 | 阪神   | 1600m | オープン   | エーシンミズーリ   | 牡5  | 1:33.1 | 太宰啓介   | 坂口正則   | (株)栄進堂                       |
| 2014年6月22日 | 阪神   | 1600m | オープン   | サンライズメジャー | 牡5  | 1:34.8 | 福永祐一   | 浜田多実雄 | 松岡隆雄                         |
| 2015年6月21日 | 阪神   | 1600m | オープン   | スマートレイアー   | 牝5  | 1:34.0 | M.デムーロ | 大久保龍志 | 大川徹                           |
| 2016年6月19日 | 阪神   | 1600m | オープン   | ケントオー         | 牡4  | 1:34.6 | 和田竜二   | 西橋豊治   | 田畑富子                         |
| 2017年6月18日 | 阪神   | 1600m | オープン   | ブラックムーン     | 牡5  | 1:31.9 | M.デムーロ | 西浦勝一   | HimRockRacing                    |
| 2018年6月17日 | 阪神   | 1600m | オープン   | ベステンダンク     | 牡6  | 1:31.9 | 鮫島克駿   | 安達昭夫   | 市川義美ホールディングス (株)    |
| 2019年6月16日 | 阪神   | 1600m | リステッド | オールフォーラヴ   | 牝4  | 1:34.7 | 和田竜二   | 中内田充正 | (株) ロードホースクラブ          |
| 2020年6月21日 | 阪神   | 1600m | リステッド | スマイルカナ       | 牝3  | 1:32.7 | 柴田大知   | 高橋祥泰   | 岡田繁幸                         |
| 2021年6月19日 | 阪神   | 1600m | リステッド | ロータスランド     | 牝4  | 1:35.0 | 岩田望来   | 辻野泰之   | 合同会社小林英一ホールディングス |
| 2022年6月18日 | 阪神   | 1600m | リステッド | ウインカーネリアン | 牡5  | 1:32.9 | 三浦皇成   | 鹿戸雄一   | （株）ウイン                     |
| 2023年6月17日 | 阪神   | 1600m | リステッド | メイショウシンタケ | 牡5  | 1:31.7 | 西村淳也   | 千田輝彦   | 松本好雄                         |
| 2024年6月15日 | 京都   | 1600m | リステッド | トゥードジボン     | 牡5  | 1:31.5 | 松山弘平   | 四位洋文   | 青山洋一                         |

## 各回競走結果の出典
- JBISサーチ
  - 2000年、2001年、2002年、2003年、2004年、2005年、2006年、2007年、2008年、2009年、2010年、2011年、2012年、2013年、2014年、2015年、2016年、2017年、2018年、2019年、2020年、2021年、2022年、2023年、2024年、2025年